# Renate Wald
Renate Martha Emilie Wald (* 29. Juli 1922 in Wiesdorf als Renate Martha Emilie Ley; † 12. August 2004 in Wiehl) war eine deutsche Soziologin.
Wald war von 1974 bis zu ihrer Pensionierung 1987 Professorin für Soziologie an der Bergischen Universität Wuppertal. Ihr fachlicher Schwerpunkt war „berufliche Sozialisation“. Dabei befasste sie sich hauptsächlich mit Biografien von Mädchen und Frauen und betrieb schon früh feministische Soziologie.
Wald war die Tochter des hohen NS-Funktionärs Robert Ley. In ihren Lebenserinnerungen Mein Vater Robert Ley – Meine Erinnerungen und Vaters Geschichte setzte sie sich mit ihrer familiären Herkunft auseinander.
Nach ihr ist die 2005 gegründete Renate-Wald-Stiftung benannt, die ihren Sitz in Bonn hat.

## Schriften (Auswahl)
- Industriearbeiter privat. Eine Studie über Lebensformen und Interessen. Enke, Stuttgart 1966.
- Verkaufen – Eine Dienstleistung im Strukturwandel. Campus-Verlag, Frankfurt/Main und New York 1985.
- Ich habe mich für den Beruf entschieden. Frauen in technikorientierten Berufen. Campus-Verlag, Frankfurt/Main und New York 1992.
- Kindheit in der Wende – Wende der Kindheit? Heranwachsen in der gesellschaftlichen Transformation in Ostdeutschland. Leske und Budrich, Opladen 1998.
- Mein Vater Robert Ley. Meine Erinnerungen und Vaters Geschichte. Galunder, Nümbrecht 2004.